# Bob Mathias
Robert Bruce Mathias, detto Bob (Tulare, 17 novembre 1930 – Fresno, 2 settembre 2006), è stato un multiplista e politico statunitense.

## Biografia
Iniziò a praticare il decathlon su suggerimento del suo allenatore, Virgil Jackson, alla Tulare Union High School all'inizio del 1948. Nonostante la giovanissima età, durante l'estate superò i trials e si qualificò per i Giochi Olimpici di Londra, dove vinse la medaglia d'oro. Nel 1949 entrò alla Stanford University, giocando per due anni nella squadra di football dell'ateneo ed entrando a far parte della confraternita Phi Gamma Delta. Mathias stabilì poi nel 1950 il primo record del mondo del decathlon e nel 1952 condusse Stanford alla partecipazione nel Rose Bowl.
Nello stesso anno vinse nuovamente la medaglia d'oro ai Giochi Olimpici, diventando il primo atleta di sempre a difendere il titolo olimpico nel decathlon. Compiuta questa impresa abbandonò l'atletica leggera, mondo a cui si riavvicinò solo molti anni più tardi, quando fu nominato come primo direttore dello United States Olympic Training Center, incarico retto fra il 1977 ed il 1983.
Fra il 1967 ed il 1975 venne eletto quattro volte alla Camera dei Rappresentanti degli Stati Uniti come esponente del Partito Repubblicano per il distretto comprendente la San Joaquin Valley. Per riuscirvi, nel 1966 aveva sconfitto il democratico Harlan Hagen, che deteneva il seggio da 14 anni. Dal giugno all'agosto del 1975, Mathias lavorò come vicedirettore del Selective Service. Mathias fu coinvolto anche nella infruttuosa campagna elettorale del 1976 per la rielezione del Presidente Gerald Ford.
Morì di cancro a Fresno all'età di 75 anni, il 2 settembre 2006.